# مدي عدلان
عدلان مدي ولد يوم 16 اوت 1976 في الحراش ( الضاحية الشرقية لمدينة الجزائر), هو صحفي جزائري، مراسل و كاتب. درس الصحافة وعلم اجتماع في جامعة الجزائر وفي مدرسة الدراسات العليا في العلوم الاجتماعية مرسيليا.في عام 2002، نشر أول فيلم إثارة.منذ 2009، كان رئيس تحرير جريدة الوطن الأسبوعية. كما أنه مساهم في مجلة لو بوان الفرنسية.

## سيرة
درس الصحافة وعلم الاجتماع الإعلامي في جامعة الجزائر وفي EHESS (حرم مرسيليا).
في عام 2002، نشر أول رواية تشويقية له بعنوان "اللغز التركي" مع دار برزخ في الجزائر العاصمة.
في عام 2008، صدر أيضًا عن دار برزخ3، La Prière du Maure، وأعيد إصداره في عام 2010 عن دار نشر Jigal.
في عام 2016، شارك في تأليف كتاب "أيام هادئة في الجزائر" مع ميلاني ماتاريز، الذي نشرته دار ريفينوف.
وفي أكتوبر 2017 صدرت روايته الثالثة بعنوان 1994 عن دار برزخ. حصلت هذه الرواية، التي أعادت دار ريفاجيز/نوار (باريس) نشرها في سبتمبر 2018، على جائزة Transfuge 2018 لأفضل رواية إثارة باللغة الفرنسية. 
تم إصدار 1994 باللغة الإيطالية في عام 2021 بواسطة إصدارات Hopfulmonster.